# São José do Vale do Rio Preto
São José do Vale do Rio Preto – miasto i gmina w Brazylii, w stanie Rio de Janeiro. Znajduje się w mezoregionie Metropolitana do Rio de Janeiro i mikroregionie Serrana.